# Cushamen
Cushamen es una comuna rural ubicada en el departamento homónimo, al noroeste de la provincia de Chubut, Argentina. Cuenta con 906 habitantes, y está a la vera de la ruta provincial 4 y de la ruta provincial 35, a 70 km de El Maitén.

## Toponimia
Cushamen significaría "quebrado" en tehuelche meridional, de acuerdo a lo indicado por Rodolfo Casamiquela, aunque también se han propuesto los significados de "lugar desértico" y "lugar desolado".

## Población
Contó con 740 habitantes (Indec, 2010), lo que representó un incremento del 27,5 % frente a los 580 habitantes (Indec, 2001) del censo anterior. La población se compuso de 354 varones y 386 mujeres, lo que arrojó un índice de masculinidad del 47.84 %. En tanto, las viviendas pasaron a ser 291.
Tras el censo de 2022 se conoció un nuevo crecimiento de la localidad con 961 habitantes y unas 350 viviendas. La población mantiene la categoría de comuna rural.
| Gráfica de evolución demográfica de Cushamen entre 1991 y 2022 |
|                                                                |
| Fuente: censos nacionales del INDEC                            |

## Clima y geografía
La Colonia Cushamen está en el noroeste de Chubut, en el área "Sierras y Mesetas Occidentales", con clima continental, verano corto y relativamente caluroso, e invierno muy frío, nival. Un aspecto dominante del clima es la frecuencia de vientos moderados a fuertes del oeste, constantes en gran parte del año produciendo erosión eólica, con baja cobertura vegetal, y alta vulnerabilidad al desequilibrio del sobrepastoreo. Lluvia media anual: 150 mm. Temperatura media anual: 8 °C. Vegetación: estepa subarbustiva graminosa, géneros Stipa y Poa (pastos); Mulinum, Adesmia y Senecio (arbustos).

### Situación económica
Fundamentalmente minifundios, incluyendo muchos descendientes de mapuches que se ocupan en ganadería de subsistencia.

## Atracciones turísticas
- A 30 km existe una caída de agua sobre el río Chico, denominada El Saltillo con una altura de 70 m, lugar para acampar y disfrutar del paisaje rocoso.
- Artesanía local en lanas, trenzados y alfarería.
- Pesca deportiva, caza mayor y menor.

### Museo Regional e Indigenista
Su colección reúne documentos históricos e invalorables tesoros artesanales: soguería, alfarería, quillanguería, y confecciones artesanales en lana ovina.

## Miscelánea
La Unidad Operativa del Instituto Nacional de Tecnología Agropecuaria Esquel, trabajó agronómicamente sobre un médano móvil descontrolado en Cushamen, en el año 2000.
Se inmovilizó el médano por el desmoronamiento de una barranca del Arroyo Cushamen. Avanzó 4 km por un área de serranías, bajó al Arroyo Negro y llegó al edificio de la Escuela 69. En la margen sur del Arroyo Cushamen se acumuló médano y en la margen norte se desmontaron 40 ha de mallín.